# Nathalie Herschdorfer
Nathalie Herschdorfer est une commissaire d'exposition, historienne de l'art et autrice suisse née en 1972 à Neuchâtel, dans une famille d'artistes. 
Après avoir entamé des études de russe, elle bifurque vers l'histoire de l'art. Elle fait son stage professionnel au Musée de l'Élysée.
Spécialisée dans l’histoire de la photographie, elle a publié plusieurs ouvrages dont Jours d'après : Quand les photographes reviennent sur les lieux du drame en 2011, Papier glacé : Un siècle de photographie de mode en 2012 et Le Dictionnaire de la photographie en 2015.
Après avoir dirigé le musée des Beaux-Arts du Locle, en Suisse, entre 2014 et 2022, elle est nommée en juin 2022 directrice de Photo Élysée, Musée Cantonal pour la Photographie à Lausanne.